# Liste der Resolutionen des UN-Sicherheitsrates (1971)
Diese Liste der Resolutionen des UN-Sicherheitsrates nennt die 16 vom Sicherheitsrat der Vereinten Nationen im Jahr 1971 verabschiedeten Resolutionen.
| Nummer | Beschluss vom | Gegenstand                                                          | Mission |
| ------ | ------------- | ------------------------------------------------------------------- | ------- |
| 292    | 10. Februar   | Neues Mitglied des UN-Sicherheitsrates Bhutan                       |         |
| 293    | 26. Mai       | Die Zypern-Frage                                                    |         |
| 294    | 15. Juni      | Beschwerde von Senegal                                              |         |
| 295    | 3. August     | Beschwerde von Guinea                                               |         |
| 296    | 18. August    | Neues Mitglied des UN-Sicherheitsrates Bahrain                      |         |
| 297    | 15. September | Neues Mitglied des UN-Sicherheitsrates Katar                        |         |
| 298    | 25. September | Die Situation im Nahen Osten                                        |         |
| 299    | 30. September | Neues Mitglied des UN-Sicherheitsrates Oman                         |         |
| 300    | 12. Oktober   | Beschwerde von Sambia                                               |         |
| 301    | 20. Oktober   | Die Situation in Namibia                                            |         |
| 302    | 24. November  | Beschwerde von Senegal                                              |         |
| 303    | 6. Dezember   | Die Situation in Indien / Pakistan                                  |         |
| 304    | 8. Dezember   | Neues Mitglied des UN-Sicherheitsrates Vereinigte Arabische Emirate |         |
| 305    | 31. Dezember  | Die Zypern-Frage                                                    |         |
| 306    | 21. Dezember  | Empfehlung in Bezug auf die Ernennung des Generalsekretärs          |         |
| 307    | 21. Dezember  | Die Situation in Indien / Pakistan                                  |         |